# Holly Phaneuf
| 75072 Timerskine | 14 novembre 1999 |
| 80180 Elko       | 3 novembre 1999  |

Holly Phaneuf (...) è un'astronoma amatoriale statunitense, di professione insegnante e scrittrice.
Ha conseguito presso l'Università dello Utah il baccellierato in biologia e chimica e il dottorato in chimica medicinale.
Il Minor Planet Center le accredita la scoperta di due asteroidi, effettuate entrambe nel 1999 in collaborazione con Patrick Wiggins.